# Malaita (eiland)
Malaita is een eiland in de Salomonseilanden in de gelijknamige provincie Malaita. Het eiland is 4307 km² groot en het hoogste punt is Mount Kalourat, 1435 m boven zeeniveau.
Het eiland ligt 80 kilometer zuidelijk van Santa Isabel en 50 kilometer oostelijk van Guadalcanal. Het eiland is het belangrijkste eiland van de provincie Malaita. De hoofdplaats is Auki.
De eerste Europeaan die het eiland bezocht was de Spaanse zeevaarder Álvaro de Mendaña de Neira in 1568. De ontdekking van de hele eilandengroep werd ook aan hem toegeschreven.

## Beschrijving van het eiland

### Geschiedenis
Op 25 mei 1568 zeilde de Spaanse brigantijn van Mendaña langs het eiland en legde soms aan, maar werd overal door opvallend onbevreesde, vijandig gezinde eilanders benaderd. De Spanjaarden gebruikten hun vuurwapens en doodden en verwondden bewoners. Daarna waren er nog maar weinig contacten met Europeanen. Pas in de 18de eeuw waren er weer incidentele confrontaties. Pas na 1788, toen de Engelsen Australië hadden gekoloniseerd werden contacten frequenter, omdat de route van de Britten tussen Australië en Azië door de eilandengroep liep. Onder andere de bemanningen van walvisvaarders kwamen wel eens aan land, hoewel veel minder dan op andere eilanden het geval was. Daar ontstond ruilhandel. Vooral ijzeren gereedschap was favoriet bij de eilandbewoners.
In 1856 begonnen de zendingsactiviteiten van de Anglicaanse Kerk. Bisschop John Coleridge Patteson (1827–1871, gedood door Salomoneilanders) bezocht in 1856 het eiland en nam twee oorspronkelijke bewoners mee naar Norfolkeiland. In 1879 stichtten deze bekeerlingen een missieschool, maar dit project mislukte. Pas in 1897 lukte het de zending diverse missieposten op het eiland te stichten.
Vanaf 1870 werden bewoners van het eiland door de Engelsen gecontracteerd als loonarbeiders elders in hun kolonies, zoals Australië en Fiji. Alleen al tussen 1870 en 1903 werden 9186 contractarbeiders van het eiland gehaald.

### Bestuur
In maart 1893 werd het eiland onderdeel van het Britse protectoraat. In de loop van de 20ste eeuw breidde het koloniaal gezag zich uit en ook de economische activiteit. In 1909 werd de nederzetting Auki gesticht en ook grote landbouwondernemingen die kopra exporteerden. Gedurende de Tweede Wereldoorlog in Azië werd het eiland door de Japanners bezet en werd Auki geplunderd. Na 1945 kwam een beweging op die streefde naar zelfbestuur en de oprichting van een eilandraad. In 1952 werd een president afkomstig van het eiland benoemd en in 1956 vergaderde het eilandbestuur in een daarvoor speciaal bestemd gebouw.

### Landschap

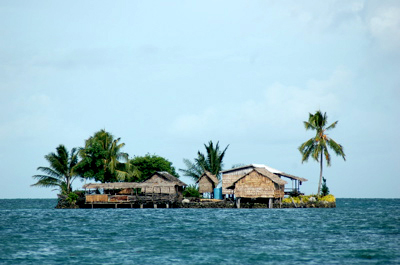
Bewoond kunstmatig eiland in lagune

Het eiland is het meest bevolkte eiland van de Salomonseilanden. Meer dan een derde van de hele bevolking van de Salomonseilanden komt van oorsprong van dit eiland. Het eiland is 190 km lang en 10 tot 40 km breed. Het vormt een klein continent met een bergrug over de hele lengte die reikt tot boven de 1000 m boven zeeniveau met een messcherpe bergkam met toppen tot 1430 m en diepe dalen. Alleen rond Aluta in het midden aan de oostkust is het eiland vlak. Eigenlijk bestaat het eiland uit twee eilanden; in het zuiden is een smalle zeestraat die aan de westkant het karakter heeft van een brede rivier en naar het oosten toe in kronkels uitwaaiert tot een beschutte baai geheel begroeid met mangrovebos. Deze nauwe doorgang heet de Maramasike Passage. Het centrale bergland bestaat afwisselend uit gesteente van vulkanische oorsprong en kalksteen. Daaromheen liggen hoogvlakten met heuvels en bij de kust liggen smalle terrassen waarin dalen en moerassen. Een deel van de oostkust bestaan uit kalksteenrotsen. Aan de noordoostkust liggen lagunes met ondiep water en koraalriffen. De inwoners hebben in deze lagunes kunstmatige eilanden van koraalsteen gemaakt.

### Fauna
Er komen 138 soorten vogels voor waarvan er zes soorten op de Rode Lijst van de IUCN zoals de geelpootduif (Columba pallidiceps), halsbandstormvogel (Pterodroma brevipes) en Sanfords zeearend (Haliaeetus sanfordi). Verder zijn er endemische soorten zoals Meeks lori (Charmosyna meeki), hertoginnenlori (Charmosyna margarethae) en de malaitawaaierstaart (Rhipidura malaitae).
De volgende zoogdieren komen er voor: Wild zwijn (Sus scrofa), Phalanger orientalis(geïntroduceerd), Polynesische rat (Rattus exulans) (geïntroduceerd), Zwarte rat (Rattus rattus) (geïntroduceerd), Solomys sp. (uitgestorven; onzeker), Dobsonia inermis, Melonycteris fardoulisi, Macroglossus minimus, Nyctimene bougainville, Nyctimene major, Pteropus admiralitatum, Pteropus rayneri, Tongavleerhond (Pteropus tonganus), Pteropus woodfordi, Rousettus amplexicaudatus, Emballonura dianae, Emballonura nigrescens, Emballonura raffrayana, Aselliscus tricuspidatus, Hipposideros calcaratus, Hipposideros cervinus, Hipposideros diadema, Hipposideros dinops en Miniopterus australis.